# Morti il 30 dicembre
| Questa pagina contiene informazioni ricavate automaticamente dalle voci biografiche con l'ausilio del template Bio e di un bot. L'aggiornamento è periodico e automatico e ricostruisce completamente la pagina. Se manca una persona in questa lista, sei pregato di non aggiungerla, ma accertati piuttosto che la sua voce biografica contenga il template Bio e che i dati anagrafici siano correttamente compilati. Se il template Bio manca, inseriscilo tu stesso o, in alternativa, metti l'avviso {{tmp\|Bio}} che ne segnala la mancanza. Se i dati riportati sono sbagliati, correggi direttamente la voce biografica; le modifiche saranno visibili in questa lista entro pochi giorni. Per chiarimenti vedi il progetto biografie. La lista contiene solo le 548 persone che sono citate nell'enciclopedia e per le quali è stato implementato correttamente il template Bio. Pagina aggiornata al 13 ago 2025. |

## III secolo(1)
- 274 - Papa Felice I, papa, vescovo e santo romano

## V secolo(1)
- 490 - Perpetuo di Tours, vescovo e santo francese

## VIII secolo(1)
- 717 - Egwin di Evesham, monaco cristiano inglese

## X secolo(1)
- 904 - Harun ibn Khumarawayh, sultano turco (n. 882)

## XI secolo(3)
- 1066 - Joseph ibn Naghrela, funzionario spagnolo (n. 1035)
- 1069 - Goffredo il Barbuto, nobile
- 1077 - Raniero di Forcona, vescovo cattolico italiano

## XII secolo(5)
- 1115 - Teodorico II di Lorena, duca
- 1129 - Ruggero di Canne, vescovo e santo italiano (n. 1060)
- 1145 - Robaldo di Milano, arcivescovo cattolico italiano
- 1162 - Lorenzo da Frazzanò, monaco cristiano e presbitero italiano (n. 1120)
- 1178 - Pribislavo di Meclemburgo, sovrano obodrita

## XIII secolo(3)
- 1207 - Diego d'Acebo, vescovo cattolico spagnolo (n. 1170)
- 1280 - Margherita Colonna, religiosa italiana (n. 1255)
- 1298 - Ugo Aycelin de Billom, cardinale e vescovo cattolico francese

## XIV secolo(2)
- 1331 - Bernardo Gui, vescovo cattolico e scrittore francese (n. 1261)
- 1383 - Guillaume de Chanac, cardinale e vescovo cattolico francese (n. 1320)

## XV secolo(6)
- 1435 - Bona di Berry, nobile francese
- 1436 - Ludovico III del Palatinato, nobile (n. 1378)
- 1460 - William Bonville, VI barone Harington, nobile britannico (n. 1442)
- 1460 - Edmondo Plantageneto, conte di Rutland, nobile inglese (n. 1443)
- 1460 - Riccardo Plantageneto, III duca di York, nobile britannico (n. 1411)
- 1472 - Giovanni Matteo Ferrari da Grado, medico italiano

## XVI secolo(14)
- 1503 - Carlo Bembo, nobile (n. 1472)
- 1509 - Giorgio di Challant, religioso francese (n. 1440)
- 1511 - Pietro Marso, filologo e oratore italiano (n. 1441)
- 1523 - Prospero Colonna, generale italiano (n. 1452)
- 1525 - Jacob Fugger, banchiere e mercante tedesco (n. 1459)
- 1543 - Gian Matteo Giberti, vescovo cattolico italiano (n. 1495)
- 1552 - Francisco de Enzinas, umanista spagnolo (n. 1518)
- 1572 - Galeazzo Alessi, architetto italiano (n. 1512)
- 1573 - Giambattista Giraldi Cinzio, letterato, poeta e drammaturgo italiano (n. 1504)
- 1582 - Francesco da Urbino, pittore italiano (n. 1545)
- 1586 - Luigi d'Este, cardinale italiano (n. 1538)
- 1591 - Papa Innocenzo IX, papa, vescovo cattolico e cardinale italiano (n. 1519)
- 1595 - William West, I barone De La Warr, nobile inglese (n. 1520)
- 1596 - Manuel de Sá, biblista e gesuita portoghese (n. 1530)

## XVII secolo(15)
- 1613 - Lucrezio Gravisi, mercenario italiano (n. 1558)
- 1619 - Girolamo Frachetta, politico e letterato italiano (n. 1558)
- 1621 - Antonio Zara, vescovo cattolico italiano (n. 1574)
- 1631 - Francesco Nori, vescovo cattolico e letterato italiano (n. 1565)
- 1643 - Giovanni Baglione, pittore italiano
- 1644 - Jean Baptiste van Helmont, chimico, fisiologo e medico fiammingo (n. 1579)
- 1649 - Jacques du Chevreuil, scienziato francese (n. 1595)
- 1662 - Ferdinando Carlo d'Austria, conte (n. 1628)
- 1665 - Paweł Jan Sapieha, nobile e politico polacco (n. 1609)
- 1669 - Jean-Pierre Médaille, presbitero francese (n. 1610)
- 1672 - Hendrick Bloemaert, pittore e incisore olandese
- 1680 - Antonio Sartorio, compositore italiano (n. 1630)
- 1685 - Ferdinando de Roxas, vescovo cattolico italiano (n. 1650)
- 1691 - Robert Boyle, chimico, fisico e inventore irlandese (n. 1627)
- 1695 - Samuel Morland, diplomatico, inventore e crittologo inglese (n. 1625)

## XVIII secolo(23)
- 1732 - Cornelio Bentivoglio, cardinale, arcivescovo cattolico e scrittore italiano (n. 1668)
- 1735 - Pëtr Lasinius, esploratore svedese (n. 1700)
- 1740 - Rusudan di Circassia, nobildonna georgiana
- 1755 - Johann Friedrich Weidler, matematico e fisico tedesco (n. 1691)
- 1767 - Antonio Tolomeo Gallio Trivulzio, nobile e filantropo italiano (n. 1692)
- 1769 - Carlo Franchi, giurista e mecenate italiano (n. 1699)
- 1769 - Faustina Pignatelli, fisica e matematica italiana (n. 1705)
- 1777 - Massimiliano III di Baviera, principe (n. 1727)
- 1778 - Costantino d'Assia-Rheinfels-Rotenburg, nobile (n. 1716)
- 1781 - John Turberville Needham, biologo e presbitero inglese (n. 1713)
- 1788 - Francesco Zuccarelli, pittore italiano (n. 1702)
- 1789 - Maximilian Prokop von Toerring-Jettenbach, vescovo cattolico tedesco (n. 1739)
- 1789 - Raya Raghunatha Tondaiman, indiano (n. 1738)
- 1791 - Jiří Ignác Linek, compositore e insegnante ceco (n. 1725)
- 1791 - Agostino Tana, drammaturgo, poeta e scrittore italiano (n. 1745)
- 1793 - Anna Blackburne, botanica e naturalista inglese (n. 1726)
- 1793 - Alessandro Maria Calefati, vescovo cattolico, archeologo e storico italiano (n. 1726)
- 1794 - Archibald Kennedy, XI conte di Cassilis, nobile scozzese (n. 1736)
- 1796 - Jean-Baptiste Moyne, compositore francese (n. 1751)
- 1796 - Angelo Querini, politico italiano (n. 1721)
- 1797 - Juan de Ayala, esploratore e navigatore spagnolo (n. 1745)
- 1798 - Anne-Pierre de Montesquiou-Fézensac, generale e politico francese (n. 1739)
- 1799 - Oronzo Albanese, presbitero e rivoluzionario italiano (n. 1748)

## XIX secolo(71)
- 1801 - Friedrich August Joseph von Nauendorf, generale tedesco (n. 1749)
- 1801 - Filippo Maria Visconti, arcivescovo cattolico italiano (n. 1721)
- 1803 - Johann Georg Specht, architetto tedesco (n. 1721)
- 1808 - José Moñino y Redondo, conte di Floridablanca, politico spagnolo (n. 1728)
- 1808 - Pëtr Andreevič Šuvalov, ufficiale russo (n. 1771)
- 1811 - Girolamo Francesco Cristiani, ingegnere e economista italiano (n. 1731)
- 1813 - Leopoldo Marco Antonio Caldani, fisiologo e anatomista italiano (n. 1725)
- 1815 - Oluf Gerhard Tychsen, orientalista, numismatico e teologo tedesco (n. 1734)
- 1822 - Narciso Coll y Prat, arcivescovo cattolico spagnolo (n. 1754)
- 1822 - Giorgio Santi, naturalista, chimico e botanico italiano (n. 1746)
- 1822 - Marija Alekseevna Senjavina, nobildonna russa (n. 1762)
- 1822 - Giuseppe Viganoni, tenore italiano (n. 1754)
- 1826 - August Ernst von Steigentesch, diplomatico, militare e nobile austriaco (n. 1774)
- 1828 - Waldemar Thrane, direttore d'orchestra e compositore norvegese (n. 1790)
- 1829 - Aleksej Borisovič Kurakin, politico russo (n. 1759)
- 1829 - Carlo Tedaldi Fores, scrittore italiano (n. 1793)
- 1831 - Teresio Ferrero della Marmora, cardinale e vescovo cattolico italiano (n. 1757)
- 1836 - James Graham, III duca di Montrose, politico scozzese (n. 1755)
- 1844 - Ekaterina Aleksandrovna Stroganova, nobildonna russa (n. 1769)
- 1847 - Sima Milutinović Sarajlija, scrittore, storico e diplomatico serbo (n. 1791)
- 1855 - Ferdinando Carbonai, medico italiano (n. 1805)
- 1857 - János Hám, vescovo cattolico ungherese (n. 1781)
- 1859 - Carlos Pilo Boyl, architetto italiano (n. 1785)
- 1863 - Carlo Fraccacreta, politico italiano (n. 1804)
- 1863 - Constantin Wilhelm Lambert Gloger, zoologo e ornitologo tedesco (n. 1803)
- 1864 - Giuseppe Ferrigni, magistrato e politico italiano (n. 1797)
- 1865 - Antonio Franco, brigante italiano (n. 1832)
- 1865 - Giacomo di Alessandria, vescovo ortodosso greco (n. 1803)
- 1867 - Jean Victor Adam, pittore francese (n. 1801)
- 1868 - Louis-Marie-Edmont Blanquart de Bailleul, arcivescovo cattolico francese (n. 1795)
- 1868 - Frederick Scheer, botanico tedesco (n. 1792)
- 1870 - Giuseppe Ferlini, medico italiano (n. 1797)
- 1870 - Juan Prim, generale e politico spagnolo (n. 1814)
- 1871 - Antonio Pio, pittore italiano (n. 1809)
- 1874 - Ludwig Dessoir, attore teatrale tedesco (n. 1810)
- 1874 - James Graham, IV duca di Montrose, politico scozzese (n. 1799)
- 1874 - Friedrich Matz, archeologo tedesco (n. 1843)
- 1876 - Friedrich Wilhelm Schultz, farmacista e botanico tedesco (n. 1804)
- 1876 - Christian Winther, poeta danese (n. 1796)
- 1877 - Giuseppe Mengoni, architetto e ingegnere italiano (n. 1829)
- 1878 - Angelo Sismonda, fisico e geologo italiano (n. 1807)
- 1879 - Manuel de Araújo Porto-Alegre, scrittore, giornalista e pittore brasiliano (n. 1806)
- 1879 - Jean-Baptiste Alphonse Dechauffour de Boisduval, medico, entomologo e botanico francese (n. 1799)
- 1879 - Adelardo López de Ayala, scrittore e politico spagnolo (n. 1828)
- 1880 - Maria d'Assia-Kassel, nobildonna (n. 1796)
- 1880 - Achille Guénée, entomologo francese (n. 1809)
- 1880 - Konstantin Pavlovič Naryškin, politico russo (n. 1806)
- 1881 - Johann Maria Hildebrandt, esploratore e botanico tedesco (n. 1847)
- 1881 - Angelo Leosini, scrittore e storico italiano (n. 1818)
- 1881 - Corrado Miraglia, tenore italiano (n. 1821)
- 1882 - Felix von Wimpffen, diplomatico austriaco (n. 1827)
- 1883 - Johann Velten, pittore tedesco (n. 1807)
- 1884 - Charlotte Vandine Forten, attivista statunitense (n. 1785)
- 1885 - Maria Theresia Löw, soprano e arpista tedesca (n. 1809)
- 1888 - Gioacchino Maglioni, compositore, organista e pianista italiano (n. 1808)
- 1889 - Giacomo Maria Manzoni, bibliografo e politico italiano (n. 1816)
- 1889 - Henry Yule, orientalista scozzese (n. 1820)
- 1892 - Tore Billing, pittore svedese (n. 1816)
- 1892 - Giuseppe Cocozza, politico italiano (n. 1816)
- 1893 - Samuel Baker, esploratore britannico (n. 1821)
- 1894 - Amelia Bloomer, attivista statunitense (n. 1818)
- 1895 - Henri-Lucien Doucet, pittore francese (n. 1856)
- 1896 - José Rizal, poeta, scrittore e rivoluzionario filippino (n. 1861)
- 1897 - Andrea Beltrami, presbitero italiano (n. 1870)
- 1899 - Salvatore Bongi, storico, bibliografo e archivista italiano (n. 1825)
- 1899 - Heinrich Ehrlich, compositore e pianista tedesco (n. 1822)
- 1899 - Francesco Finocchietti, politico italiano (n. 1815)
- 1899 - James Paget, chirurgo e patologo inglese (n. 1814)
- 1899 - Aleksej Andreevič Tillo, geografo e cartografo russo (n. 1839)
- 1900 - William Beresford, ufficiale irlandese (n. 1847)
- 1900 - Eugenia Ravasco, religiosa italiana (n. 1845)

## XX secolo(264)
- 1901 - Henri Laverne, velista francese (n. 1868)
- 1902 - Nicola Farina, imprenditore e politico italiano (n. 1830)
- 1903 - Armand Seguin, incisore e pittore francese (n. 1869)
- 1904 - Saffi di Perlis, sovrano malese (n. 1862)
- 1905 - Angiolo Filippi, medico italiano (n. 1836)
- 1905 - Pietro Sassi, pittore italiano (n. 1834)
- 1906 - Angela Burdett-Coutts, filantropa inglese (n. 1814)
- 1906 - Josephine Butler, attivista britannica (n. 1828)
- 1906 - Luigi Miceli, patriota e politico italiano (n. 1824)
- 1906 - Gherardo Nerucci, avvocato e storico italiano (n. 1828)
- 1908 - Eugène Crosti, baritono francese (n. 1833)
- 1908 - Carlo Luigi Invernizzi, patriota italiano (n. 1827)
- 1909 - Martha Watts, insegnante, educatrice e missionaria statunitense (n. 1848)
- 1910 - Práxedis Guerrero, pubblicista, rivoluzionario e anarchico messicano (n. 1882)
- 1912 - Alfred von Kiderlen-Waechter, politico e diplomatico tedesco (n. 1852)
- 1912 - Diodato Lioy, giurista e giornalista italiano (n. 1830)
- 1912 - Filomeno Padula, patriota e politico italiano (n. 1836)
- 1912 - Sofia di Nassau, regina tedesca (n. 1836)
- 1913 - Giovanni Maria Boccardo, presbitero italiano (n. 1848)
- 1913 - Harry Fragson, attore, cantante e compositore inglese (n. 1869)
- 1915 - Winfield Scott Hammond, politico statunitense (n. 1863)
- 1915 - Oswald Külpe, psicologo tedesco (n. 1862)
- 1916 - Josef Pospíšil, compositore di scacchi boemo (n. 1861)
- 1916 - Grigorij Rasputin, religioso e mistico russo (n. 1869)
- 1917 - Luigi Gori, militare e aviatore italiano (n. 1894)
- 1917 - Maurizio Pagliano, militare e aviatore italiano (n. 1890)
- 1918 - Aroldo Bonzagni, pittore italiano (n. 1887)
- 1919 - Benno Baginsky, medico tedesco (n. 1848)
- 1919 - Luigi Formiga, patriota italiano (n. 1840)
- 1920 - James David Bourchier, giornalista e attivista irlandese (n. 1850)
- 1923 - James Hanham, scacchista statunitense (n. 1840)
- 1924 - Adolfo Brunicardi, ingegnere, giornalista e politico italiano (n. 1851)
- 1924 - Oreste Giorgi, cardinale e arcivescovo cattolico italiano (n. 1856)
- 1925 - Jimmy Forrest, calciatore inglese (n. 1864)
- 1926 - Felice Napoleone Canevaro, ammiraglio e politico italiano (n. 1838)
- 1926 - Clément Huart, iranista, arabista e diplomatico francese (n. 1854)
- 1927 - İsmail Hakkı Bey, musicista e compositore turco (n. 1865)
- 1927 - Jan Košek, calciatore boemo (n. 1884)
- 1927 - Gian Maria Rastellini, pittore e politico italiano (n. 1869)
- 1928 - Jean Collas, rugbista a 15 e tiratore di fune francese (n. 1874)
- 1928 - Camillo Corradini, politico italiano (n. 1867)
- 1929 - Francesco Carlo Pellegrini, filologo e letterato italiano (n. 1856)
- 1931 - Hamengkubuwono VII, sovrano indonesiano (n. 1839)
- 1931 - Josef Valentin Kassin, scultore austriaco (n. 1856)
- 1932 - Daisy de Melker, infermiera e assassina seriale sudafricana (n. 1886)
- 1932 - Mario Gargiulo, produttore cinematografico, sceneggiatore e regista cinematografico italiano (n. 1880)
- 1933 - Ion Duca, politico rumeno (n. 1879)
- 1935 - Hermann Dingler, botanico e medico tedesco (n. 1846)
- 1935 - Rufus Isaacs, I marchese di Reading, politico, avvocato e nobile britannico (n. 1860)
- 1935 - Francesco Joele, imprenditore e politico italiano (n. 1863)
- 1935 - Hunter Liggett, generale statunitense (n. 1857)
- 1936 - Angelo Vincenzo De Dominicis, medico italiano (n. 1875)
- 1936 - Federico d'Asburgo-Teschen, nobile (n. 1856)
- 1936 - Carlo Montani, pittore, illustratore e giornalista italiano (n. 1868)
- 1936 - Ronald Thomas, tennista australiano (n. 1888)
- 1937 - Philip Bach, calciatore inglese (n. 1872)
- 1938 - Augusto Frediani, circense italiano (n. 1846)
- 1938 - Aleksander Kakowski, cardinale e arcivescovo cattolico polacco (n. 1862)
- 1938 - Gaetano Moretti, architetto italiano (n. 1860)
- 1938 - Ugo Zannier, militare e aviatore italiano (n. 1913)
- 1939 - Oscar Larsen, attore norvegese (n. 1863)
- 1940 - Francesco Confalonieri, militare italiano (n. 1896)
- 1940 - Gjergj Fishta, poeta, politico e traduttore albanese (n. 1871)
- 1940 - Rufus McCain, criminale statunitense (n. 1903)
- 1941 - Antonio Beni, pittore, architetto e decoratore italiano (n. 1866)
- 1941 - Giacomo Candido, matematico italiano (n. 1871)
- 1941 - El Lissitzky, pittore, fotografo e tipografo russo (n. 1890)
- 1941 - Rubens Santoro, pittore italiano (n. 1859)
- 1941 - Erkki Saurala, cestista finlandese (n. 1917)
- 1942 - Giovanni Bortolotto, militare italiano (n. 1918)
- 1942 - Cyril Gardner, attore, montatore e regista francese (n. 1898)
- 1942 - Carletto Gavoglio, militare italiano (n. 1916)
- 1942 - Nevile Henderson, diplomatico e ambasciatore britannico (n. 1882)
- 1942 - Vittorio Heusch, militare italiano (n. 1919)
- 1942 - Valter Neeris, calciatore estone (n. 1915)
- 1942 - Ugo Piccinini, militare italiano (n. 1920)
- 1943 - Hobart Bosworth, attore, regista e sceneggiatore statunitense (n. 1867)
- 1943 - Marx Emiliani, partigiano italiano (n. 1920)
- 1943 - Santi Muratori, bibliotecario italiano (n. 1874)
- 1944 - Giorgio Catti, partigiano italiano (n. 1925)
- 1944 - Emanuele Ciaceri, storico italiano (n. 1869)
- 1944 - Gedeon Richter, farmacista e imprenditore ungherese (n. 1872)
- 1944 - Romain Rolland, scrittore e drammaturgo francese (n. 1866)
- 1944 - Antal Vágó, calciatore ungherese (n. 1891)
- 1945 - Glenn Hunter, attore statunitense (n. 1894)
- 1945 - Jules Pappaert, calciatore belga (n. 1905)
- 1945 - Nikolaus Rhodokanakis, orientalista austriaco (n. 1876)
- 1946 - Charles Wakefield Cadman, compositore, critico musicale e giornalista statunitense (n. 1881)
- 1946 - Salvatore Valeri, pittore italiano (n. 1856)
- 1947 - Howard Davies, attore inglese (n. 1879)
- 1947 - Han van Meegeren, pittore e falsario olandese (n. 1889)
- 1947 - Alfred North Whitehead, filosofo e matematico britannico (n. 1861)
- 1947 - Yokomitsu Riichi, scrittore giapponese (n. 1898)
- 1948 - George Ault, pittore statunitense (n. 1891)
- 1948 - Nándor Dáni, mezzofondista ungherese (n. 1871)
- 1948 - Giuseppe Scalarini, disegnatore italiano (n. 1873)
- 1949 - Leopoldo IV di Lippe, sovrano (n. 1871)
- 1949 - Ernest Mottard, ciclista su strada belga (n. 1902)
- 1949 - Bert Sprotte, attore tedesco (n. 1870)
- 1950 - Conrad Christensen, ginnasta norvegese (n. 1882)
- 1950 - Mihail Manoilescu, politico e economista rumeno (n. 1891)
- 1950 - Giuseppe Savini, violinista italiano (n. 1883)
- 1952 - Willie Brown, cantante e chitarrista statunitense (n. 1900)
- 1952 - Alan James, regista e sceneggiatore statunitense (n. 1890)
- 1952 - Filippo Martinengo, generale italiano (n. 1864)
- 1952 - Gaetano Petrotta, presbitero, filologo e linguista italiano (n. 1882)
- 1953 - Eliyahu Eliezer Dessler, rabbino, filosofo e educatore lettone (n. 1892)
- 1953 - Alojz Štolfa, politico italiano (n. 1886)
- 1954 - Eugenio d'Asburgo-Teschen, generale austriaco (n. 1863)
- 1954 - Günther Quandt, imprenditore tedesco (n. 1881)
- 1954 - Shi Meiyu, medico cinese (n. 1873)
- 1956 - Ruth Draper, attrice, drammaturga e italianista statunitense (n. 1884)
- 1957 - Gaston Aumoitte, giocatore di croquet francese (n. 1884)
- 1958 - Ferdinando Cazzamalli, politico italiano (n. 1887)
- 1958 - Roberto Rodríguez Fernández, rivoluzionario e guerrigliero cubano (n. 1935)
- 1958 - Guido Sanguineti, dirigente sportivo e imprenditore italiano
- 1960 - Antonio Arias Bernal, fumettista messicano (n. 1913)
- 1960 - Enrico Bigatti, presbitero, educatore e antifascista italiano (n. 1910)
- 1960 - Angelo Donati, banchiere e filantropo italiano (n. 1885)
- 1960 - Louis-Hugues Vincent, presbitero e archeologo francese (n. 1872)
- 1961 - Josef Havlíček, architetto ceco (n. 1899)
- 1961 - Larry McCormick, hockeista su ghiaccio canadese (n. 1890)
- 1962 - Edmondo Mornese, calciatore italiano (n. 1910)
- 1962 - Arthur Oncken Lovejoy, filosofo statunitense (n. 1873)
- 1963 - David Burton, regista statunitense (n. 1877)
- 1963 - Henrik Hajós, nuotatore ungherese (n. 1886)
- 1963 - Attilio Venudo, politico italiano (n. 1907)
- 1963 - Alfred Wünnenberg, generale e poliziotto tedesco (n. 1891)
- 1964 - Hans Gerhard Creutzfeldt, neurologo tedesco (n. 1885)
- 1964 - Mary Kelly, supercentenaria statunitense (n. 1851)
- 1964 - Leo Tover, direttore della fotografia statunitense (n. 1902)
- 1965 - Arnaldo Frateili, poeta, scrittore e giornalista italiano (n. 1888)
- 1965 - Georges Paulmier, ciclista su strada francese (n. 1882)
- 1965 - Franz Roh, artista, fotografo e critico d'arte tedesco (n. 1890)
- 1966 - Pietro Ciriaci, cardinale e arcivescovo cattolico italiano (n. 1885)
- 1966 - Christian Archibald Herter, politico e statistico statunitense (n. 1895)
- 1966 - Piero Sacerdoti, dirigente d'azienda italiano (n. 1905)
- 1966 - Renato Signorini, scultore, pittore e medaglista italiano (n. 1902)
- 1967 - Vincent Massey, avvocato, diplomatico e politico canadese (n. 1914)
- 1968 - Luigi Antonini, sindacalista, giornalista e editore italiano (n. 1883)
- 1968 - Frank Leslie Cross, teologo britannico (n. 1900)
- 1968 - Trygve Lie, politico norvegese (n. 1896)
- 1968 - Kirill Afanas'evič Mereckov, generale e politico sovietico (n. 1897)
- 1968 - Bill Tytla, animatore statunitense (n. 1904)
- 1969 - Angelina Beloff, artista russa (n. 1879)
- 1969 - Genesio Pioletti, allenatore di calcio e calciatore italiano (n. 1899)
- 1969 - Jiří Trnka, illustratore, animatore e regista cecoslovacco (n. 1912)
- 1970 - Franco Giavara, calciatore e allenatore di calcio italiano (n. 1933)
- 1970 - Sonny Liston, pugile statunitense (n. 1932)
- 1970 - Arsenio Rodríguez, musicista e compositore cubano (n. 1911)
- 1970 - Göte Turesson, botanico svedese (n. 1892)
- 1970 - Lenore Ulric, attrice statunitense (n. 1894)
- 1971 - Jozef Maria Laurens Theo Cals, politico olandese (n. 1914)
- 1971 - Dorothy Comingore, attrice statunitense (n. 1913)
- 1971 - Vinicio Paladini, architetto e pittore italiano (n. 1902)
- 1973 - Henri Büsser, compositore, organista e direttore d'orchestra francese (n. 1872)
- 1973 - Marcel Gensoul, ammiraglio francese (n. 1880)
- 1973 - Michail Michajlovič Somov, esploratore e oceanografo russo (n. 1908)
- 1974 - Alice Halicka, pittrice polacca (n. 1889)
- 1974 - Edvard Linna, ginnasta finlandese (n. 1886)
- 1974 - Ricardo Margarit, canottiere spagnolo (n. 1884)
- 1975 - Rodolfo Agostini, calciatore e allenatore di calcio italiano (n. 1916)
- 1975 - Hermann Paul Müller, pilota motociclistico tedesco (n. 1909)
- 1975 - Matti Simola, cestista e allenatore di pallacanestro finlandese (n. 1926)
- 1976 - Giovanni Battista Brusin, storico e archeologo italiano (n. 1883)
- 1976 - Rudi Fischer, pilota automobilistico svizzero (n. 1912)
- 1976 - Ignazio Leone, attore italiano (n. 1923)
- 1977 - Thornel Schwartz, chitarrista statunitense (n. 1927)
- 1977 - Américo Tesoriere, calciatore argentino (n. 1899)
- 1978 - Gino Del Signore, tenore italiano (n. 1906)
- 1978 - Hanna Honthy, cantante e attrice ungherese (n. 1893)
- 1978 - Mark Najmark, matematico sovietico (n. 1909)
- 1979 - Richard Rodgers, musicista, compositore e paroliere statunitense (n. 1902)
- 1980 - Lamberto Anichini, calciatore italiano (n. 1901)
- 1980 - Giuseppe Carraro, vescovo cattolico italiano (n. 1899)
- 1980 - Karl Fabiunke, generale tedesco (n. 1893)
- 1980 - Brajo Fuso, medico, pittore e scultore italiano (n. 1899)
- 1980 - Bruce Hale, cestista e allenatore di pallacanestro statunitense (n. 1918)
- 1981 - Ángel Allegri, calciatore argentino (n. 1926)
- 1981 - Luigi Alberto Gigliotti, politico italiano (n. 1897)
- 1981 - Franjo Šeper, cardinale croato (n. 1905)
- 1982 - Giuseppe Aquari, direttore della fotografia italiano (n. 1916)
- 1982 - Luigi Borfico, calciatore italiano (n. 1899)
- 1982 - Kurt Brennecke, generale tedesco (n. 1891)
- 1982 - Ettore Ghiglione, calciatore italiano (n. 1885)
- 1982 - Philip Hall, matematico britannico (n. 1904)
- 1982 - Philippe Hersent, attore francese (n. 1912)
- 1982 - John Main, monaco cristiano britannico (n. 1926)
- 1982 - Avelino Martins, calciatore portoghese (n. 1905)
- 1982 - Remo Rossi, scultore svizzero (n. 1909)
- 1982 - Vinicio Sofia, attore e doppiatore italiano (n. 1907)
- 1982 - Alberto Vargas, pittore e illustratore peruviano (n. 1896)
- 1983 - Charlie Gunn, marciatore britannico (n. 1885)
- 1983 - Libico Maraja, illustratore e pittore svizzero (n. 1912)
- 1986 - Mario Siciliano, regista e sceneggiatore italiano (n. 1919)
- 1987 - Max Walter, sollevatore tedesco (n. 1905)
- 1988 - Julij Markovič Daniėl', scrittore, saggista e traduttore russo (n. 1925)
- 1988 - Filippo Franceschi, arcivescovo cattolico italiano (n. 1924)
- 1988 - Jan Baalsrud, militare norvegese (n. 1917)
- 1988 - Dennis Klatt, ingegnere statunitense (n. 1938)
- 1988 - Ernesto Lazzatti, calciatore, allenatore di calcio e giornalista argentino (n. 1915)
- 1988 - Isamu Noguchi, scultore, architetto e designer statunitense (n. 1904)
- 1988 - Nikolaj Sologubov, hockeista su ghiaccio sovietico (n. 1924)
- 1989 - Gerhard Altenbourg, pittore tedesco (n. 1926)
- 1989 - Augusto Del Noce, politologo, filosofo e politico italiano (n. 1910)
- 1989 - Erich Kauer, calciatore tedesco (n. 1908)
- 1989 - Yasuji Miyazaki, nuotatore giapponese (n. 1916)
- 1989 - Vasilij Pavlovič Šul'ga, generale sovietico (n. 1903)
- 1990 - Angelo Rovelli, ingegnere, imprenditore e bobbista italiano (n. 1917)
- 1991 - Gino Cicardi, arbitro di calcio italiano (n. 1910)
- 1991 - Jean Grumellon, calciatore francese (n. 1923)
- 1991 - José Miguel Marín, calciatore argentino (n. 1945)
- 1991 - Abd al-Majid bin Sa'ud Al Sa'ud, principe e imprenditore saudita (n. 1943)
- 1992 - Fritz Braune, militare tedesco (n. 1910)
- 1992 - Ilo Mariotti, politico italiano (n. 1922)
- 1992 - Jean Vaquié, saggista francese (n. 1911)
- 1992 - Lusine Zakaryan, soprano sovietico (n. 1937)
- 1993 - David Helliwell, canottiere canadese (n. 1935)
- 1993 - Bob O'Leary, calciatore statunitense (n. 1952)
- 1993 - Giuseppe Occhialini, fisico italiano (n. 1907)
- 1993 - George Stone, cestista statunitense (n. 1946)
- 1994 - Enea Balmas, francesista, critico letterario e lessicografo italiano (n. 1924)
- 1994 - Geoffrey Bradford, calciatore inglese (n. 1927)
- 1994 - Maureen Cox, modella britannica (n. 1946)
- 1994 - Dmitrij Dmitrievič Ivanenko, fisico russo (n. 1904)
- 1994 - Andrej Kuznecov, pallavolista sovietico (n. 1966)
- 1994 - Vincenzo Parisi, poliziotto, funzionario e prefetto italiano (n. 1930)
- 1995 - Poul Andersen, calciatore danese (n. 1930)
- 1995 - Doris Grau, attrice e doppiatrice statunitense (n. 1924)
- 1995 - Ivan Jančev, attore bulgaro (n. 1921)
- 1995 - Heiner Müller, drammaturgo e poeta tedesco (n. 1929)
- 1995 - Katarina Taikon, scrittrice, attivista e attrice svedese (n. 1932)
- 1996 - Lew Ayres, attore e regista statunitense (n. 1908)
- 1996 - Lou Barle, cestista statunitense (n. 1916)
- 1996 - Adriana De Roberto, attrice e doppiatrice italiana (n. 1908)
- 1996 - Leonardo Garilli, imprenditore, ingegnere e dirigente sportivo italiano (n. 1923)
- 1996 - Jack Nance, attore statunitense (n. 1943)
- 1996 - Broome Pinniger, hockeista su prato indiano (n. 1902)
- 1996 - Gino Sinimberghi, tenore e attore italiano (n. 1913)
- 1997 - Luciano Bettarini, compositore italiano (n. 1914)
- 1997 - Danilo Dolci, sociologo, poeta e educatore italiano (n. 1924)
- 1997 - Bernard Girard, regista, sceneggiatore e produttore televisivo statunitense (n. 1918)
- 1997 - Shinichi Hoshi, scrittore di fantascienza giapponese (n. 1926)
- 1998 - Joan Brossa, poeta, drammaturgo e artista spagnolo (n. 1919)
- 1998 - Jean-Claude Forest, scrittore e fumettista francese (n. 1930)
- 1998 - Lorenzo Garaventa, scultore italiano (n. 1913)
- 1998 - Keisuke Kinoshita, regista e sceneggiatore giapponese (n. 1912)
- 1998 - Sam Muchnick, imprenditore statunitense (n. 1905)
- 1998 - Ansar Razak, calciatore indonesiano (n. 1974)
- 1999 - Tom Aherne, calciatore irlandese (n. 1919)
- 1999 - Anna Fehér, ginnasta ungherese (n. 1921)
- 1999 - Sarah Knauss, supercentenaria statunitense (n. 1880)
- 1999 - Fritz Leonhardt, ingegnere tedesco (n. 1909)
- 1999 - Claude Venard, pittore francese (n. 1913)
- 2000 - Tom Blohm, calciatore norvegese (n. 1920)
- 2000 - Giuseppe Borzellino, magistrato italiano (n. 1923)
- 2000 - Alfred Burger, chimico austriaco (n. 1905)
- 2000 - Julius J. Epstein, sceneggiatore statunitense (n. 1909)
- 2000 - Egidio Ianella, economista argentino (n. 1922)
- 2000 - Marcello Minale, designer italiano (n. 1938)
- 2000 - Louis-René des Forêts, scrittore e poeta francese (n. 1916)
- 2000 - Rudolf Schnyder, tiratore a segno svizzero (n. 1919)
- 2000 - John Ahern Torpie, vescovo cattolico australiano (n. 1910)
- 2000 - Bohdan Warchal, direttore d'orchestra e violinista slovacco (n. 1930)

## XXI secolo(138)
- 2001 - Dono, attore, comico e insegnante indonesiano (n. 1951)
- 2001 - Michelangelo Franconieri, mafioso italiano (n. 1929)
- 2001 - Giuseppe Moccia, imprenditore e dirigente sportivo italiano (n. 1921)
- 2001 - Ray Patterson, animatore e regista statunitense (n. 1911)
- 2001 - Sheila Sherlock, medico inglese (n. 1918)
- 2001 - Thomas James Wallace, micologo britannico
- 2001 - Vladislav Čáp, pattinatore artistico su ghiaccio cecoslovacco (n. 1926)
- 2002 - Mary Brian, attrice statunitense (n. 1906)
- 2002 - Eleanor J. Gibson, psicologa statunitense (n. 1910)
- 2002 - Carl Schwende, schermidore canadese (n. 1920)
- 2002 - Mary Wesley, scrittrice britannica (n. 1912)
- 2003 - Candido Beretta, calciatore italiano (n. 1941)
- 2003 - John Gregory Dunne, scrittore, sceneggiatore e giornalista statunitense (n. 1932)
- 2003 - Nora Heysen, pittrice australiana (n. 1911)
- 2003 - Ibram Lassaw, scultore statunitense (n. 1913)
- 2003 - Anita Mui, cantante e attrice cinese (n. 1963)
- 2003 - Patricia Roc, attrice britannica (n. 1915)
- 2003 - Hukwe Zawose, musicista tanzaniano
- 2004 - Saad Al-Dosari, calciatore saudita (n. 1977)
- 2004 - Artie Shaw, clarinettista statunitense (n. 1910)
- 2004 - Annibale Berton, canoista italiano (n. 1936)
- 2004 - Masao Katō, goista giapponese (n. 1947)
- 2004 - Osvaldo Peruzzi, pittore italiano (n. 1907)
- 2005 - Jean Ollivier, illustratore e giornalista francese (n. 1925)
- 2005 - Gianni Ratto, attore, regista teatrale e scenografo italiano (n. 1916)
- 2005 - Ottavio Rossi, calciatore italiano (n. 1916)
- 2006 - Candy Barr, ballerina statunitense (n. 1935)
- 2006 - Frank Campanella, attore statunitense (n. 1919)
- 2006 - James Harder, ingegnere statunitense (n. 1926)
- 2006 - Saddam Hussein, politico e militare iracheno (n. 1937)
- 2006 - Giordano Malagoli, calciatore italiano (n. 1915)
- 2006 - Michel Plasse, hockeista su ghiaccio canadese (n. 1948)
- 2007 - Themīs Cholevas, cestista e allenatore di pallacanestro greco (n. 1926)
- 2007 - Emmanuel Chukwudi Eze, filosofo nigeriano (n. 1963)
- 2007 - Lajos Kozma, tenore ungherese (n. 1938)
- 2007 - Carlo Morelli, geofisico e geodeta italiano (n. 1917)
- 2008 - Paolino Beltrame Quattrocchi, presbitero e partigiano italiano (n. 1909)
- 2008 - Bernie Hamilton, attore statunitense (n. 1928)
- 2008 - Roy Saari, nuotatore statunitense (n. 1945)
- 2008 - Salvatore Scala, mafioso statunitense (n. 1944)
- 2008 - Zezé, calciatore brasiliano (n. 1957)
- 2009 - Mohamed M. Atalla, ingegnere, chimico e inventore egiziano (n. 1924)
- 2009 - Bessie Blount, fisioterapista e inventrice statunitense (n. 1914)
- 2009 - Rowland S. Howard, musicista australiano (n. 1959)
- 2009 - Ken Masauvakalo, calciatore vanuatuano (n. 1984)
- 2009 - Peter Seiichi Shirayanagi, cardinale e arcivescovo cattolico giapponese (n. 1928)
- 2009 - Abdurrahman Wahid, politico indonesiano (n. 1940)
- 2009 - Iván Zulueta, regista cinematografico, sceneggiatore e disegnatore spagnolo (n. 1943)
- 2010 - Ellis Clarke, politico trinidadiano (n. 1917)
- 2010 - Bobby Farrell, cantante, ballerino e disc jockey olandese (n. 1949)
- 2010 - Malcolm Spence, velocista sudafricano (n. 1937)
- 2010 - Franco Tamponi, violinista e direttore d'orchestra italiano (n. 1925)
- 2010 - Héctor Zerrillo, calciatore argentino (n. 1941)
- 2011 - Roberto Cassola, politico italiano (n. 1941)
- 2011 - Ricardo Legorreta Vilchis, architetto messicano (n. 1931)
- 2011 - Mirko Tremaglia, politico italiano (n. 1926)
- 2012 - Philip Coppens, scrittore, giornalista e conduttore radiofonico belga (n. 1971)
- 2012 - Pietro Fanciulli, presbitero, matematico e letterato italiano (n. 1920)
- 2012 - Mike Hopkins, tecnico del suono neozelandese (n. 1959)
- 2012 - Konstantin Ivanovič Kobec, generale russo (n. 1939)
- 2012 - Rita Levi-Montalcini, neurologa italiana (n. 1909)
- 2012 - Carl Woese, biologo statunitense (n. 1928)
- 2013 - Akeem Adams, calciatore trinidadiano (n. 1991)
- 2013 - Martin Berkofsky, pianista statunitense (n. 1943)
- 2013 - José María Maguregi, allenatore di calcio e calciatore spagnolo (n. 1934)
- 2013 - Eero Mäntyranta, fondista finlandese (n. 1937)
- 2013 - Eiichi Ohtaki, cantautore e produttore discografico giapponese (n. 1947)
- 2013 - Alfredo Pizzo Greco, artista italiano (n. 1942)
- 2013 - Jurij Afanas'evič Šnyrёv, regista sovietico (n. 1932)
- 2014 - Terry Becker, attore, regista e produttore televisivo statunitense (n. 1921)
- 2014 - Yolande Donlan, attrice statunitense (n. 1920)
- 2014 - Dick Loggere, hockeista su prato olandese (n. 1921)
- 2014 - Luise Rainer, attrice tedesca (n. 1910)
- 2014 - Walter Roque, calciatore e allenatore di calcio uruguaiano (n. 1937)
- 2015 - Doug Atkins, giocatore di football americano statunitense (n. 1930)
- 2015 - Gianni Barcelloni Corte, produttore cinematografico e regista italiano (n. 1942)
- 2015 - Howard Davis, pugile statunitense (n. 1956)
- 2016 - Mohamed Diab Al-Attar, calciatore e arbitro di calcio egiziano (n. 1927)
- 2016 - Thomas Ludger Dupré, vescovo cattolico statunitense (n. 1933)
- 2016 - Justo Mullor García, arcivescovo cattolico spagnolo (n. 1932)
- 2016 - Shirley Neil Pettis, politica statunitense (n. 1924)
- 2016 - Tyrus Wong, pittore, illustratore e ceramista cinese (n. 1910)
- 2017 - Richard Frank Krummel, germanista statunitense (n. 1925)
- 2017 - Bernd Spier, cantante tedesco (n. 1944)
- 2017 - Gyöngyi Szalay-Horváth, schermitrice ungherese (n. 1968)
- 2018 - Peter Robert Franke, numismatico e storico tedesco (n. 1926)
- 2018 - Edgar Hilsenrath, scrittore tedesco (n. 1926)
- 2018 - Pasquale Lombardi, calciatore italiano (n. 1939)
- 2018 - Don Lusk, regista e animatore statunitense (n. 1913)
- 2018 - Mrinal Sen, regista indiano (n. 1923)
- 2018 - Blandine Verlet, clavicembalista francese (n. 1942)
- 2019 - Don Alden Adams, predicatore statunitense (n. 1925)
- 2019 - Vanessa Beeman, insegnante e scrittrice britannica (n. 1944)
- 2019 - Marie Devereux, attrice e modella britannica (n. 1940)
- 2019 - Antônio Dumas, allenatore di calcio brasiliano (n. 1955)
- 2019 - Jan Fedder, attore tedesco (n. 1955)
- 2019 - Jack Garfein, regista, sceneggiatore e insegnante statunitense (n. 1930)
- 2019 - Marion Chesney, scrittrice britannica (n. 1936)
- 2019 - Prosper Grech, cardinale, arcivescovo cattolico e teologo maltese (n. 1925)
- 2019 - Maria Grazia Mara, storica italiana (n. 1923)
- 2019 - Giovanni Innocenzo Martinelli, vescovo cattolico italiano (n. 1942)
- 2019 - Syd Mead, designer e illustratore statunitense (n. 1933)
- 2019 - Carl-Heinz Rühl, calciatore tedesco (n. 1939)
- 2019 - Henadz' Valjukevič, triplista bielorusso (n. 1958)
- 2020 - Aldo Andretti, pilota automobilistico italiano (n. 1940)
- 2020 - José Agustín Aranzábal, calciatore spagnolo (n. 1946)
- 2020 - Samuel Little, serial killer statunitense (n. 1940)
- 2020 - Dawn Wells, attrice statunitense (n. 1938)
- 2020 - Eugene Wright, contrabbassista statunitense (n. 1923)
- 2021 - Vladimir Michajlovič Gorikker, regista sovietico (n. 1925)
- 2021 - Sam Jones, cestista e allenatore di pallacanestro statunitense (n. 1933)
- 2021 - Karel Loprais, pilota di rally ceco (n. 1949)
- 2021 - Lya Luft, scrittrice, traduttrice e linguista brasiliana (n. 1938)
- 2021 - Renato Scarpa, attore italiano (n. 1939)
- 2022 - Vladimir Barkaja, calciatore sovietico (n. 1937)
- 2022 - Francesca Colombini Cinelli, dirigente d'azienda italiana (n. 1931)
- 2022 - Rex Hartwig, tennista australiano (n. 1929)
- 2022 - Uche Nwaneri, giocatore di football americano statunitense (n. 1984)
- 2022 - Johnny Powers, wrestler e imprenditore canadese (n. 1943)
- 2022 - Luann Ryon, arciera statunitense (n. 1953)
- 2022 - Barbara Walters, giornalista, scrittrice e conduttrice televisiva statunitense (n. 1929)
- 2023 - Bernie Fagan, allenatore di calcio e calciatore inglese (n. 1949)
- 2023 - Fabio Fracas, scrittore, compositore e fisico italiano (n. 1967)
- 2023 - Luboš Kohoutek, astronomo ceco (n. 1935)
- 2023 - Cindy Morgan, attrice e produttrice televisiva statunitense (n. 1951)
- 2023 - John Pilger, giornalista e sceneggiatore australiano (n. 1939)
- 2023 - Tom Wilkinson, attore britannico (n. 1948)
- 2024 - John Capodice, attore statunitense (n. 1941)
- 2024 - Loretta Di Franco, soprano statunitense (n. 1942)
- 2024 - Ruggero Franceschini, arcivescovo cattolico italiano (n. 1939)
- 2024 - Joe Grech, cantante maltese (n. 1934)
- 2024 - Émile Idée, ciclista su strada francese (n. 1920)
- 2024 - Jorge Lanata, giornalista e scrittore argentino (n. 1960)
- 2024 - Gianni Savio, dirigente sportivo italiano (n. 1948)
- 2024 - Hugo Sotil, calciatore peruviano (n. 1949)
- 2024 - James Fraser Stoddart, chimico britannico (n. 1942)
- 2024 - Wolfgang de Beer, calciatore e allenatore di calcio tedesco (n. 1964)
- 2024 - Jamshid bin Abdullah di Zanzibar, sultano tanzaniano (n. 1929)